# Louis Van Beeck
Louis Van Beeck foi um arqueiro belga. Ele competiu nos Jogos Olímpicos de Verão de 1920, onde conseguiu três medalhas, duas de ouro e uma de prata.